# Foot-Ball Club Juventus 1909-1910
Questa voce raccoglie le informazioni riguardanti il Foot-Ball Club Juventus nelle competizioni ufficiali della stagione 1909-1910.

## Stagione
Il tredicesimo campionato italiano di calcio, disputatosi nella stagione 1909-1910, fu il primo nella storia del calcio italiano in cui venne introdotto, ispirandosi al modello della first division britannica, il girone unico con partite di andata e di ritorno. Come risultato di tale rivoluzione il torneo iniziò nell'autunno del 1909 e si giocarono un maggior numero di gare. La suddivisione in campionato federale (aperto a tutti) e italiano (riservato ai soli giocatori italiani), che caratterizzò le due stagioni precedenti, non fu, comunque, formalmente abolita. Secondo l'articolo 2 del Regolamento dei Campionati della FIGC promulgato a Milano l'8 agosto 1909:
Secondo un articolo del quotidiano La Stampa di Torino datato 24 dicembre 1909, «verrà proclamato campione italiano il Club meglio classificato fra le squadre pure italiane, e campione federale il Club meglio classificato tra le squadre spurie internazionali»; La Stampa aggiunse poi, nello stesso articolo, che con ogni probabilità il titolo federale sarebbe spettato all'Inter e quello italiano alla Pro Vercelli, e che la Juventus si sarebbe classificata molto probabilmente terza, ma che era ancora lunga la contesa per il primo posto assoluto in classifica. Quell'anno la Juventus si classificò al terzo posto con 18 punti, sette in meno rispetto a Inter (campione d'Italia "federale" e assoluto dopo un controverso spareggio con i vercellesi) e Pro Vercelli (campione italiano, poi disconosciuto, in quanto miglior squadra composta unicamente da italiani). Dopo questo torneo la suddivisione tra campionato federale e italiano terminò.

## Divise
| Casa | Portiere |

## Rosa
| N. |                     | Ruolo | Calciatore           |
| -- | ------------------- | ----- | -------------------- |
|    | Italia (bandiera)   | P     | Umberto Pennano      |
|    | Italia (bandiera)   | D     | Luigi Barberis       |
|    | Svizzera (bandiera) | D     | Giuseppe Hess        |
|    | Italia (bandiera)   | D     | Chiaffredo Mastrella |
|    | Italia (bandiera)   | C     | Gioacchino Armano    |
|    | Italia (bandiera)   | C     | Certosio             |
|    | Italia (bandiera)   | C     | Alfredo Ferraris     |
|    | Svizzera (bandiera) | C     | Oscar Frey           |
|    | Italia (bandiera)   | C     | Giovanni Goccione    |
|    | Germania (bandiera) | C     | Hans Mayer Heuberger |
|    | Italia (bandiera)   | C     | Casimiro Nay         |
|    | Italia (bandiera)   | A     | Ajmone Marsan I      |

| N. |                   | Ruolo | Calciatore         |
| -- | ----------------- | ----- | ------------------ |
|    | Italia (bandiera) | A     | Ajmone Marsan III  |
|    | Italia (bandiera) | A     | Angelo Balbiani    |
|    | Italia (bandiera) | A     | Alberto Barberis   |
|    | Italia (bandiera) | A     | Angelo Besozzi     |
|    | Italia (bandiera) | A     | Ernesto Borel      |
|    | Italia (bandiera) | A     | Collino I          |
|    | Italia (bandiera) | A     | Domenico Donna     |
|    | Italia (bandiera) | A     | Silvino Maffiotti  |
|    | Italia (bandiera) | A     | Giovanni Mazzonis  |
|    | Italia (bandiera) | A     | Guglielmo Moschino |
|    | Italia (bandiera) | A     | Mario Valobra      |

## Risultati

### Prima Categoria
| Arbitro: | Gama (Milano) |

|                                     |           |             |
| G. Zuffi 30’ Lang 35’ Ghiglione 85’ | Marcatori | 3’ Balbiani |

| Arbitro: | Alziator (Milano) |

|                |           |  |
| Borel 20’, 60’ | Marcatori |  |

| Arbitro: | Radice (Milano) |

|                                          |           |  |
| Frey 18’ L. Barberis 68’ A. Barberis 78’ | Marcatori |  |

| Arbitro: | Recalcati (Milano) |

|            |           |  |
| Engler 38’ | Marcatori |  |

| Arbitro: | Radice (Milano) |

|                              |           |                      |
| Bontadini 30’ Scanagatta 44’ | Marcatori | 5’ Balbiani 89’ Frey |

| Arbitro: | Bertinetti (Vercelli) |

|                                                      |           |  |
| Borel 20’, 81’ Balbiani 30’, 87’ G. Collino 33’, 72’ | Marcatori |  |

| Arbitro: | Radice (Milano) |

|  |           |                        |
|  | Marcatori | 55’ Borel 85’ Goccione |

| Arbitro: | Bertinetti (Vercelli) |

|                                                  |           |                                         |
| Borel 10’, 53’ Moschino 30’, 67’ A. Barberis 61’ | Marcatori | 13’ (rig.) Lana 25’ De Vecchi 42’ Mayer |

| Arbitro: | Meazza (Milano) |

|  |           |          |
|  | Marcatori | E. Borel |

| Torino 30 gennaio 1910, ore 14:30 CET 12ª giornata | Juventus        | 0 – 0 referto | Pro Vercelli | Stadio di Corso Sebastopoli\| Arbitro: \| Meazza (Milano) \| |
| Arbitro:                                           | Meazza (Milano) |               |              |                                                              |

| Genova 29 maggio 1910 13ª giornata | Genoa | 2 – 0 (tav.) referto | Juventus | Campo sportivo di San Gottardo |

| Arbitro: | Pedroni (Milano) |

|                                                  |           |  |
| Borel 13’ (rig.) Maffiotti 55’, 60’ Moschino 85’ | Marcatori |  |

| Arbitro: | Meazza (Milano) |

|                                                    |           |  |
| Ferraro 3’ F. Milano 57’ Fresia 77’ C. Rampini 88’ | Marcatori |  |

| Arbitro: | Berardo (Torino) |

|                   |           |           |
| Borel 20’ (rig.), | Marcatori | Mayer Hug |

| Arbitro: | Magni (Milano) |

|  |           |                      |
|  | Marcatori | 40’ R. Ajmone Marsan |

| Arbitro: | Goodley (Torino) |

|                      |           |                 |
| R. Ajmone Marsan 12’ | Marcatori | 10’ Pizzi Sardi |

## Statistiche

### Statistiche di squadra
| Competizione    | Punti | In casa | In casa | In casa | In casa | In casa | In casa | In trasferta | In trasferta | In trasferta | In trasferta | In trasferta | In trasferta | Totale | Totale | Totale | Totale | Totale | Totale | DR |
| Competizione    | Punti | G       | V       | N       | P       | Gf      | Gs      | G            | V            | N            | P            | Gf           | Gs           | G      | V      | N      | P      | Gf     | Gs     | DR |
| --------------- | ----- | ------- | ------- | ------- | ------- | ------- | ------- | ------------ | ------------ | ------------ | ------------ | ------------ | ------------ | ------ | ------ | ------ | ------ | ------ | ------ | -- |
| Prima Categoria | 18    | 8       | 5       | 1       | 2       | 21      | 7       | 8            | 3            | 1            | 4            | 7            | 12           | 16     | 8      | 2      | 6      | 28     | 19     | +9 |

### Statistiche dei giocatori
NB: Statistiche incomplete (mancano i tabellini completi di Ausonia-Juventus e Juventus-Ausonia, USM-Juventus, Juventus-Pro Vercelli, Juventus-Doria, Pro Vercelli-Juventus, Doria-Juventus e le due partite con il Genoa perse a tavolino): in totale le partite con i tabellini incompleti sono 9 su 16.
| Giocatore       | Prima Categoria | Prima Categoria |
| Giocatore       | Presenze        | Reti            |
| --------------- | --------------- | --------------- |
| G. Armano       | 1               | 0               |
| A. Balbiani     | 6               | 3               |
| A. Barberis     | ?               | ?               |
| L. Barberis     | 4               | 2               |
| A. Besozzi      | 1               | 0               |
| E. Borel        | 14              | 9               |
| S. Collino      | 3               | 2               |
| A. Colombo      | 6               | 0               |
| D. Donna        | 1               | 0               |
| A. Ferraris     | 5               | 0               |
| O. Frey         | 8               | 4               |
| C. Giartosio    | 1               | 0               |
| G. Goccione     | 10              | 1               |
| G. Hess         | 2               | 0               |
| H. M. Heuberger | 2               | 0               |
| S. Maffiotti    | 6               | 2               |
| A. A. Marsan    | 1               | 0               |
| R. A. Marsan    | 2               | 2               |
| C. Mastrella    | 10              | 0               |
| G. Mazzonis     | 2               | 0               |
| G. Moschino     | 6               | 3               |
| C. Nay          | 1               | 0               |
| U. Pennano      | 14              | -15             |
| M. Valobra      | 1               | 0               |